# ديك هايوارد
ديك هايوارد (بالإنجليزية: Dick Heyward)‏ هو ناشط أسترالي، ولد في 22 سبتمبر 1914، وتوفي في 3 أغسطس 2005 بسبب مرض.